# Маґдаленець (Вармінсько-Мазурське воєводство)
Маґдаленець (пол. Magdaleniec, нім. Magdalenz) — село в Польщі, у гміні Нідзиця Нідзицького повіту Вармінсько-Мазурського воєводства.
Населення — 118 осіб (2011).
У 1975-1998 роках село належало до Ольштинського воєводства.

## Демографія
Демографічна структура станом на 31 березня 2011 року:
|          | Загалом | Допрацездатний вік | Працездатний вік | Постпрацездатний вік |
| -------- | ------- | ------------------ | ---------------- | -------------------- |
| Чоловіки | 55      | 11                 | 42               | 2                    |
| Жінки    | 63      | 20                 | 34               | 9                    |
| Разом    | 118     | 31                 | 76               | 11                   |